# The Sallyangie
El Sallyangie era un duo folk dels 1960s. Era format pels germans Mike i Sally Oldfield. En 1969 van treure el seu primer i únic àlbum Children of The Sun. El duo se separà a darreries de 1969 després del discret èxit i una gira nacional. Ambdós membres van editar àlbums en solitari per obtenir un èxit més gran.
El nom del duo hom diu que és la barreja de "Sally" (nom d'Oldfield) i "Angie", el nom d'una peça per guitarra instrumental, escrita per Davey Graham i molt popular entre els grups dels anys seixanta.
El segon senzill del duo, "Child of Allah" va ser llançat tres anys després que s'havien separat, una cançó que posteriorment va acabar formant part de l'àlbum de debut en solitari de Sally Oldfield, Water Bearer el 1978.

## Discografia
Àlbum
- 1968 — Children of the Sun (Transatlantic Records TRA176)

Singles
- Agost de 1969 — "Two Ships" Cara B "Colours of the World" (Big T / Transatlantic Records BIT 126)
- December 1972 - "Child of Allah". Cara B: "Lady Go Lightly" (Philips Records 6006 259)